# Gaspard, Melchior et Balthazar (roman)
Pour les articles homonymes, voir Rois mages.
Gaspard, Melchior & Balthazar publié en 1980, est le cinquième roman de Michel Tournier.

## Résumé
Le romancier prend appui sur le mythe des rois mages qui lui permet d'imaginer les voyages des légendaires rois mages aux motivations diverses (amour, beauté, pouvoir) qui se transforment en quête mystique et leur fait traverser un Orient reconstitué avec un souci d'authenticité. L'invention d'un quatrième personnage montre le goût de Tournier pour la subversion humoristique : Taor, prince de Mangalore, retardataire à la recherche de la recette du loukoum, vient troubler et vivifier le mythe en devenant le premier à consommer l'eucharistie.

## Adaptation
La version pour enfants, publiée en 1983, a pour titre Les Rois Mages (collection Folio junior no 280, 1985, 157 p.).